# Rosenburg-Mold
Rosenburg-Mold è un comune austriaco di 798 abitanti nel distretto di Horn, in Bassa Austria; fu istituito il 1º gennaio 1971 con la fusione dei comuni soppressi di Mold, Rosenburg e Stallegg

## Geografia fisica
Il territorio comunale è ripartito in cinque comuni catastali (Katastralgemeinden): Mold (12,78 km²), Mörtersdorf (4,82 km²), Rosenburg (4,55 km²), Stallegg (0,46 km²) e Zaingrub. (8,05 km²); capoluogo comunale è Rosenburg.

## Storia
Dopo l'Anschluss (1938) i comuni di Etzmannsdorf am Kamp, Mühlfeld e Wanzenau furono soppressi e accorpati a Rosenburg, ma al termine della Seconda guerra mondiale (1945) tornarono a essere autonomi; negli stessi anni furono soppressi e accorpati a Mold i comuni di Mörtersdorf e Zaingrub.
Il 1º gennaio 1967 Mold inglobò i comuni soppressi di Maria Dreieichen, Mörtersdorf e Zaingrub e il 1º gennaio 1971 fu istituito il comune di Rosenburg-Mold con la fusione dei comuni soppressi di Mold, Rosenburg e Stallegg.

## Monumenti e luoghi d'interesse

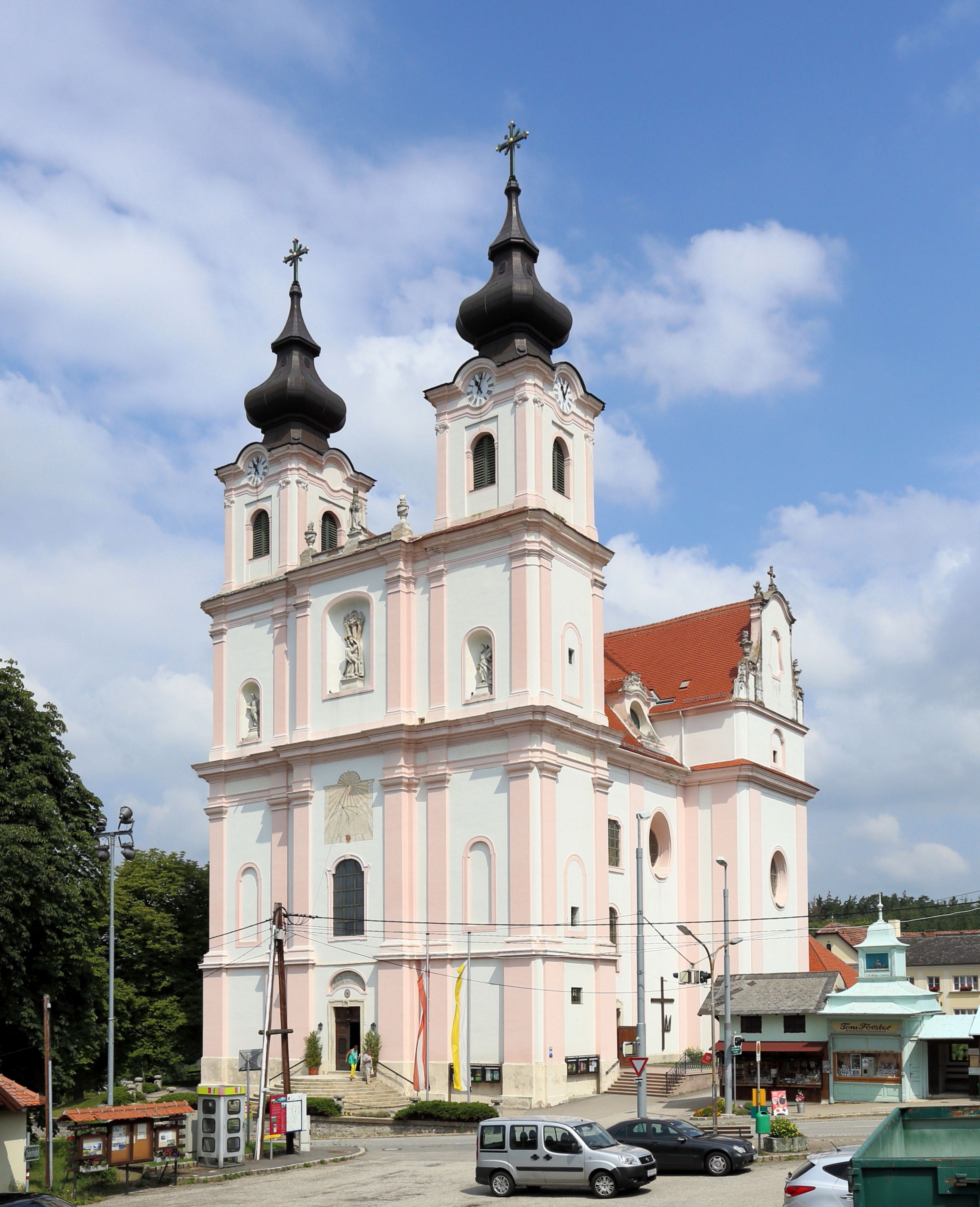
La basilica di Santa Maria alle Tre Querce

- Basilica di Santa Maria alle Tre Querce (Basilika Maria Dreieichen): chiesa barocca risalente al XVIII secolo, è sita nella frazione di Mold e ha la dignità di basilica minore.
- Castello di Rosenburg (Schloss Rosenburg): in stile rinascimentale, è stato eretto verso la fine del XVI secolo.